# Делимханов, Алибек Султанович
Алибе́к Султа́нович Делимха́нов (род. 16 октября 1974 года, село Джалка, Гудермесский район, Чечено-Ингушская АССР, РСФСР, СССР) — российский военачальник, помощник директора Росгвардии, Генерал-полковник. Герой Российской Федерации (2009). Герой Чеченской Республики (2024).
Из-за вторжения России на Украину, находится под международными санкциями всех стран Евросоюза и ряда других стран

## Биография
Родился 16 октября 1974 года в селе Джалка Гудермесского района Чечено-Ингушской АССР.
Окончил исторический факультет Чеченского государственного университета и Академию управления МВД России.
Командовал 248-м специальным моторизованным батальоном «Север» внутренних войск МВД России (с 2009 года — 141-й специальный моторизованный полк имени Героя Российской Федерации Ахмата-Хаджи Кадырова внутренних войск МВД России.
Активный участник боевых действий на Северном Кавказе.
Указом Президента Российской Федерации № 712 от 23 июня 2009 года за мужество и героизм, проявленные при выполнении служебного долга в Северно-Кавказском регионе подполковнику Делимханову Алибеку Султановичу присвоено звание Героя Российской Федерации.
Заместитель командира 46-й отдельной бригады оперативного назначения ФСВНГ.
С 2018 года заместитель командующего Северо-Кавказского округа войск ФСВНГ. Генерал-лейтенант.
25 марта 2024 года Делимханову присвоено звание генерал-полковника.

## Награды
- Герой Российской Федерации (29 июня 2009);
- Орден «За заслуги перед Отечеством» II степени с мечами (2025)[4][5];
- Три ордена Мужества;
- медаль ордена «За заслуги перед Отечеством» II степени;
- медаль «За отвагу»;
- Орден имени Ахмата Кадырова (Чеченская Республика);
- Герой Чеченской Республики (13 февраля 2024) — за выдающиеся заслуги перед Чеченской Республикой и ее народом, личный вклад в дело защиты интересов Отечества[6];
- Почётный гражданин Чеченской Республики (22 октября 2008)[7].

### Знаки отличия
- Краповый берет[8].

## Санкции
22 июля 2022 года включен в санкционный список Евросоюза «за командование чеченскими силами во время агрессивной войны России против Украины, включая Киевскую область и Донбасс».
6 мая 2022 года, внесён в санкционный список Канады за «соучастие в выборе президента Путина вторгнуться в мирную и суверенную страну».
19 октября 2022 года включён в санкционный список Украины «за поддержку и осуществление действий или политики, которые подрывают или угрожают территориальной целостности, суверенитету и независимости Украины или стабильности и безопасности в Украине».
По аналогичным основаниям находится под санкциями Швейцарии и Японии

## Семья
- Брат — Делимханов, Адам Султанович, депутат Государственной Думы Российской Федерации от Чеченской Республики.
- Брат — Делимханов, Шарип Султанович, генерал-майор полиции, Начальник Управления ФСВНГ РФ по Чеченской Республике.
- Брат — Делимханов, Амхад (Сурхо) Султанович — сотрудник МВД по Чеченской Республике[15].